# Караорман (планина)
Вижте пояснителната страница за други значения на Караорман.
Караорман (на македонска литературна норма: Караорман) е планина в западната част на Северна Македония. Простира се в меридионална посока между долината на река Черни Дрин на запад и долините на реките Сатеска и Песочанска река на изток. Най-високата точка е връх Орли връх (1794 м). На север и северозапад планината се свързва със Стогово (2273 м), с която образуват единен масив.